# Oberoende staters samväldes herrlandslag i fotboll
Oberoende staters samväldes herrlandslag i fotboll ersatte Sovjetunionens herrlandslag i fotboll i Europamästerskapet i fotboll 1992 där Sovjetunionen kvalade in men inte kunde uppträda vid p.g.a. Sovjetunionens upplösning 1991 och istället under en kort övergångsperiod ersattes av ett gemensamt fotbollslag för Oberoende staters samvälde, varefter respektive medlemsstat i det samväldet kom att i stället bilda egna nationella fotbollsförbund och landslag.

## EM 1992
Det enda mästerskap (VM eller EM) OSS deltog i var EM 1992. Laget spelade då 1-1 mot Tyskland, 0-0 mot Nederländerna och 0-3 mot Skottland. Igor Dobrovolskij gjorde OSS enda mål i turneringen.